# Ateneu de Cultura Social
L'Ateneu de Cultura Social va ser una entitat creada a Sant Adrià de Besòs el 1932 impulsada des de sectors llibertaris. Mantindria la seva activitat fins al 1939 i destaca per haver impulsat una escola racionalista.
La presentació pública de l'entitat va ser a través de la publicació d'un manifest al diari Solidaridad Obrera del 19 de maig de 1932 on s'exposaven les idees llibertaries que havien impulsat la creació de l'Ateneu i el objectius que perseguia com promoure "la cultura libertaria en todos sus aspectos: social, científica, moral y físicamente, para crear hombres sanos y conscientes". El mateix text destaca que "Si queremos que nuestros hijos sean hombres libres y conscientes, hemos de procurar educarlos nosotros mismos, abriendo escuelas racionalistas".
Una de les primeres accions de l'Ateneu va ser, justament, la creació d'una escola racionalista amb el nom de Grup Escolar Floreal per a la qual es va comptar amb la tasca del sindicalista i pedagog José Berruezo. El bon funcionament del centre va causar que el local de l'entitat canviés de lloc diverses vegades per a poder-hi encabir el creixent nombre d'alumnes. Després dels fets d'octubre de 1934, tant Berruezo com l'Ateneu van ser víctimes de la repressió política. El pedagog va ser empresonat i l'entitat va ser clausurada fins que el febrer de 1936 va poder reobrir les portes. Seria llavors també que s'afegiria al projecte la mestra Matilde Escuder que en esclatar la Guerra Civil Espanyola va decidir marxar al front. L’escola seguiria activa dins de l’edifici de la Fàbrica Polydor fins al 1939.